# 캐머런군 (텍사스주)

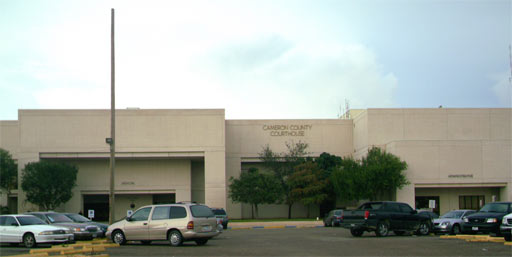

캐머런군 또는 캐머런 카운티(Cameron County)는 미국 텍사스주에 위치한 군이다. 2010년 기준으로 이 지역의 인구 수는 총 406,220명이다. 2019년 추산으로 이 지역의 총 인구 수는 423,163명이다. 카운티청 소재지이자 최대 도시는 브라운즈빌이다. 캐머런군에는 스페이스X의 발사 시설이 있는 보카치카가 있다.

## 인구
| 인구조사                                  | 인구    | Note  | %±     |
| ----------------------------------------- | ------- | ----- | ------ |
| 1850년                                    | 8,541   |       | —      |
| 1860년                                    | 6,028   |       | −29.4% |
| 1870년                                    | 10,999  |       | 82.5%  |
| 1880년                                    | 14,959  |       | 36.0%  |
| 1890년                                    | 14,424  |       | −3.6%  |
| 1900년                                    | 16,095  |       | 11.6%  |
| 1910년                                    | 27,158  |       | 68.7%  |
| 1920년                                    | 36,662  |       | 35.0%  |
| 1930년                                    | 77,540  |       | 111.5% |
| 1940년                                    | 83,202  |       | 7.3%   |
| 1950년                                    | 125,170 |       | 50.4%  |
| 1960년                                    | 151,098 |       | 20.7%  |
| 1970년                                    | 140,368 |       | −7.1%  |
| 1980년                                    | 209,680 |       | 49.4%  |
| 1990년                                    | 260,120 |       | 24.1%  |
| 2000년                                    | 335,227 |       | 28.9%  |
| 2010년                                    | 406,220 |       | 21.2%  |
| 2019 (추산)                               | 423,163 | [ 1 ] | 4.2%   |
| U.S. Decennial Census 1850–2010 2010–2019 |         |       |        |